# Aminata Mbaye
Pour les articles homonymes, voir Mbaye.
Aminata Mbaye dite Amy Mbaye, née le 4 mars 1987, est une karatéka sénégalaise.

## Carrière
Aminata Mbaye est médaillée d'argent en kumite dans la catégorie des moins de 53 kg aux championnats d'Afrique 2008 à Cotonou.
Elle est médaillée de bronze en kumite dans la catégorie des moins de 55 kg et médaillée d'or en kumite par équipes aux Jeux africains de 2011 à Maputo.